# Rossinyol de gorja robí de l'Himàlaia
El rossinyol de gorja robí de l'Himàlaia (Calliope pectoralis) és una espècie d'ocell de la família dels muscicàpids (Muscicapidae). Es distribueix al llarg de les muntanyes de l'Himàlaia des d'Afganistan fins a Myanmar. Està estretament emparentat amb la rossinyol siberià, però a diferència d'aquest presenta les puntes i la base de la cua blanques. Anteriorment també se'l considerava coespecífic amb la rossinyol de gorja robí de la Xina, El seu estat de conservació es considera de risc mínim.